# Нова Ирландия
Нова Ирландия (на английски: New Ireland), също наричан Latangai е вулканичен остров в югозападната част на Тихия океан, втори по големина в архипелаг Бисмарк, владение на Папуа Нова Гвинея и съставлява част от провинция Нова Ирландия. Площта му е 7404,5 km², а населението през 2002 г. 118 350 души.
Остров Нова Ирландия се простира на около 400 km от северозапад на югоизток, между 2°33′ и 4°51′ ю.ш., а ширината му варира от 6,5 km в средната част до 49 km на югоизток. Бреговете му са предимно високи, стръмни, на места скалисти. На изток те се мият от водите на Тихия океан, а на запад – от водите на Новогвинейско море. На югозапад протока Сейнт Джордж го отделя от най-големия остров на архипелага Нова Британия, а на северозапад протока Байрон – от остров Лавонгай (Нов Хановер). На изток от него са разположени няколко малки островни групи (Табар, Лихир и др.). Релефът на острова е предимно планински с максимална височина връх Тарон (2379 m), издигащ се в югоизточната му част. Отделни участъци от крайбрежието са заети от тесни и дълги брегови низини. Климатът е горещ и влажен целогодишно. Средните месечни температури са между 25 и 28°С, а годишната сума на валежите е над 2000 mm. Реките са къси, но бурни и пълноводни. Склоновете на планините са покрити с гъсти екваториални гори. Местното население живее предимно в малки, но многочислени населени места, главно по крайбрежието и се занимава основно с отглеждане на кокосови палми и риболов. В най-северната му част е разположен град Кавиенг, административен център на провинция Нова Ирландия.
Източният бряг на остров Нова Ирландия е открит на 26 юни 1616 г. от холандските мореплаватели Вилем Схаутен и Якоб Лемер, но не наименуват новооткритата земя. През 1767 г. английският мореплавател Филип Картерет открива протока Сейнт Джордж и проследява цялото му югозападно крайбрежие. Той именно назовава обособеният остров с името Нова Ирландия.